# Otomys uzungwensis
Otomys uzungwensis é uma espécie de roedor da família Muridae.
Pode ser encontrada nos seguintes países: Malawi, Tanzânia e Zâmbia.
Os seus habitats naturais são: campos rupestres subtropicais ou tropicais e pântanos.
Está ameaçada por perda de habitat.